# Coprophanaeus christophorowi
Coprophanaeus christophorowi är en skalbaggsart som beskrevs av Olsoufieff 1924. Coprophanaeus christophorowi ingår i släktet Coprophanaeus och familjen bladhorningar. Inga underarter finns listade i Catalogue of Life.